# Albrecht von Kalnein
Albrecht von Kalnein (* 11. September 1611; † 10. April 1683 in Königsberg) war ein preußischer Staatsmann.

## Leben

### Herkunft und Familie
Albrecht von Kalnein war Angehöriger des alten preußischen, 1786 in den preußischen Grafenstand erhobenen, gleichnamigen Adelsgeschlechts von Kalnein. Seine Eltern waren der Erbherr auf Kilgis, Lindenau, Park sowie Strauben, Caspar von Kalnein und Susanna von Wietmannsdorf. Der preußische Generalleutnant Karl Erhard von Kalnein (1687–1757) war Albrechts Großneffe, ein Enkel seines Bruders Heinrich, der kurbrandenburgischer Landrat und Oberstleutnant der Kavallerie war. Albrecht von Kalnein hatte vier Söhne:
- Johann Albrecht von Kalnein, kurbrandenburgischer Land- und Oberappellationsgerichtsrat
- Wolf Heinrich von Kalnein, dänischer Oberst
- Georg Friedrich von Kalnein († 1703), preußischer Geheim- und Hofgerichtsrat
- Friedrich Wilhelm von Kalnein, halberstädtischer Oberforstmeister

### Werdegang
Nach einem Jurastudium hatte Kalneins Grand Tour ihn durch Frankreich, England und Deutschland geführt. 1641 wurde er Amtshauptmann zu Rastenburg, avancierte 1645 zum Landrat und 1653 zum Landvogt von Schaaken. Kalnein kam am 12. Dezember 1653 als Ober- und Regiments-Rat in die Regierung und avancierte 1654 zum Kanzler. 1655 wurde er Oberburggraf im Herzogtum Preußen und 1664 Präsident des Oberappellationsgerichts. Er war Erbherr auf den preußischen Landgütern Breitlinde, Molsenen, Loschen, Groß- und Klein-Lindenau, besaß weiterhin Bahnau Mühle sowie einen Krug in Rosenberg.